# Pondaurat
Pondaurat (okzitanisch Pontdaurat) ist eine französische Gemeinde mit 456 Einwohnern (Stand: 1. Januar 2022) im Département Gironde in der Region Nouvelle-Aquitaine. Sie gehört zum Arrondissement Langon und zum Kanton Le Réolais et Les Bastides. Die Einwohner werden Dorépontais genannt.

## Geographie
Pondaurat liegt etwa 64 Kilometer südöstlich von Bordeaux. Umgeben wird Pondaurat von den Nachbargemeinden Basanne im Norden und Nordwesten, Puybarban im Norden und Osten, Aillas im Süden und Südosten, Savignac im Westen und Südwesten sowie Castets et Castillon im Nordwesten.
Am Südrand der Gemeinde führt die Autoroute A62 entlang. Pondaurat liegt an der Via Lemovicensis, einem der vier historischen „Wege der Jakobspilger in Frankreich“.

## Bevölkerungsentwicklung
| 1962                      | 1968 | 1975 | 1982 | 1990 | 1999 | 2006 | 2013 |
| ------------------------- | ---- | ---- | ---- | ---- | ---- | ---- | ---- |
| 533                       | 465  | 380  | 361  | 361  | 355  | 372  | 493  |
| Quelle: cassini und INSEE |      |      |      |      |      |      |      |

## Sehenswürdigkeiten
- Kirche Saint-Antoine in Pondaurat aus dem 13. Jahrhundert, seit 1925 Monument historique, mit Pfarrhaus (seit 1990 Monument historique)
- Kirche Saint-Martin in Montphélix
- Kloster der Antoniter und Mühle aus dem 19. Jahrhundert
- Haus mit Strebepfeilern (Monument historique)

Siehe auch: Liste der Monuments historiques in Pondaurat

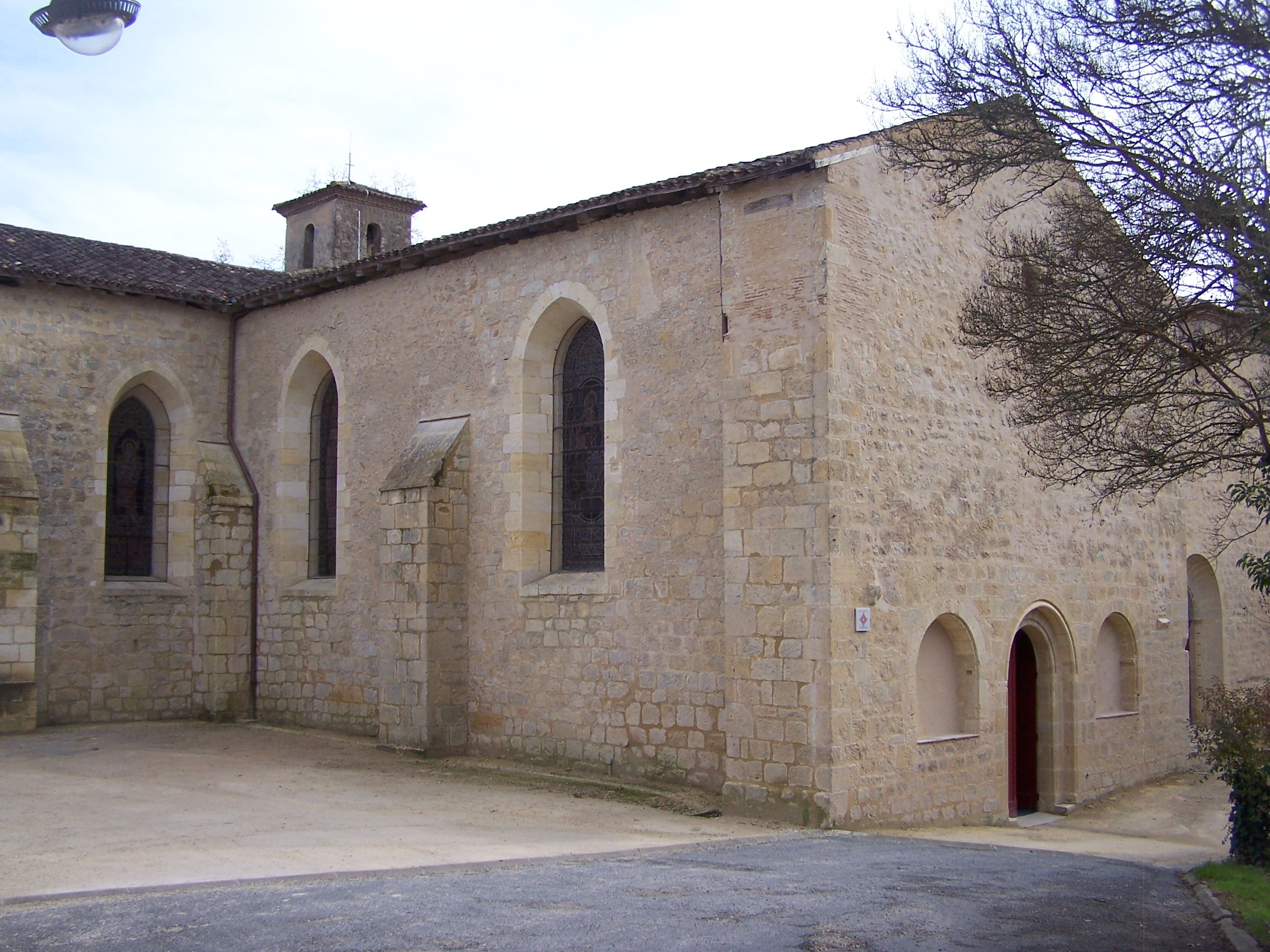
Kirche Saint-Antoine
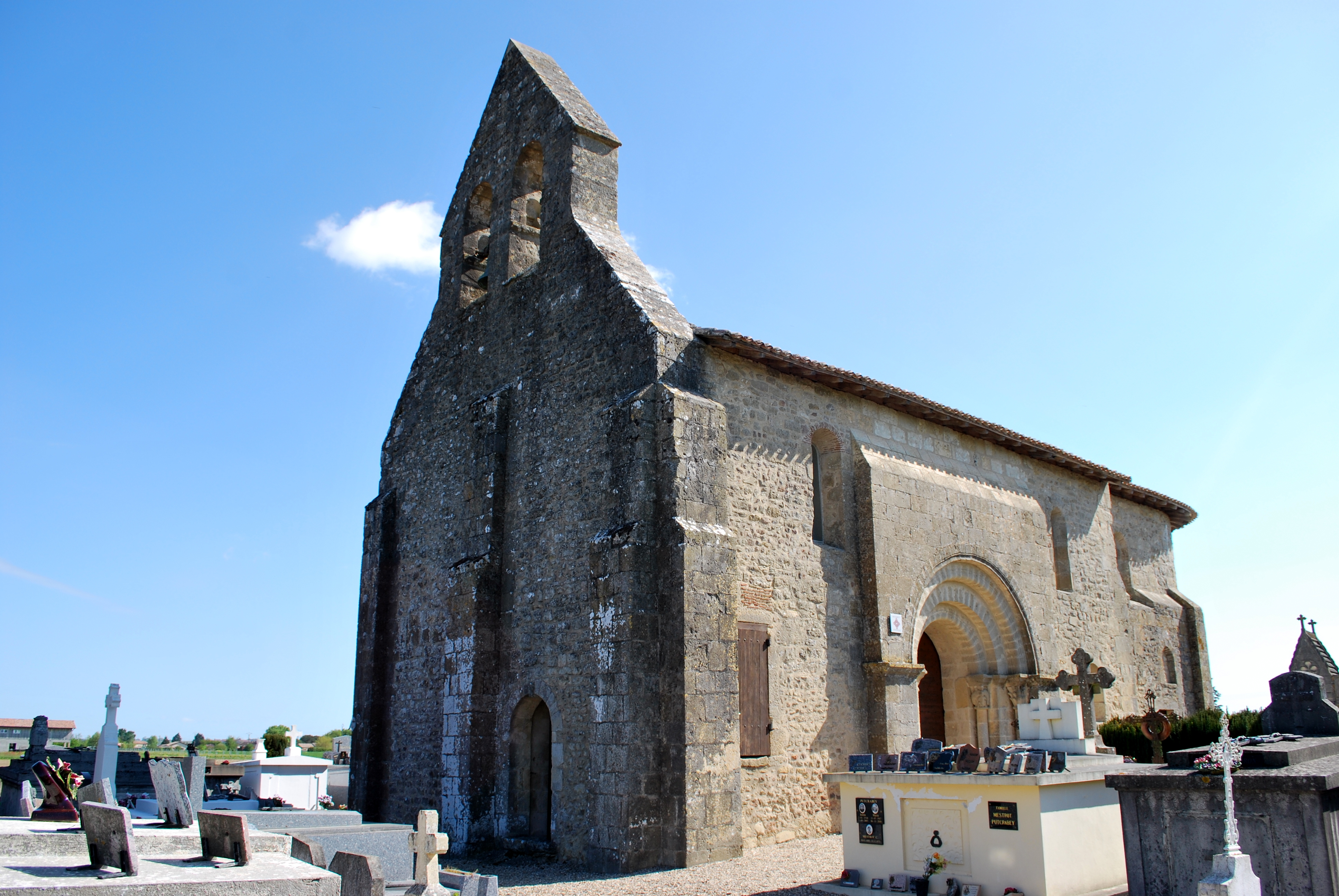
Kirche Saint-Martin
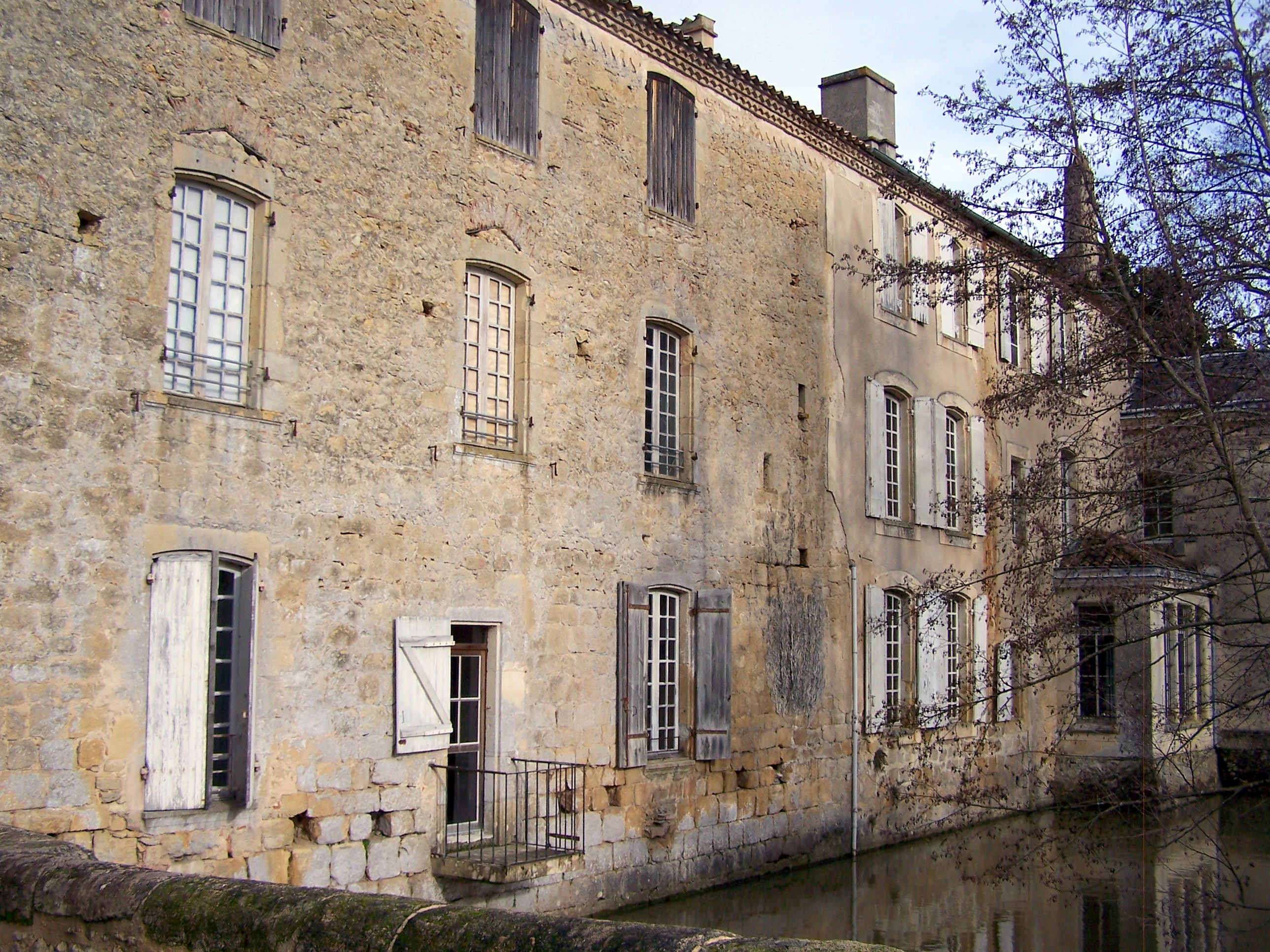
Kloster und Mühle der Antoniner